# Jesús Mosquera

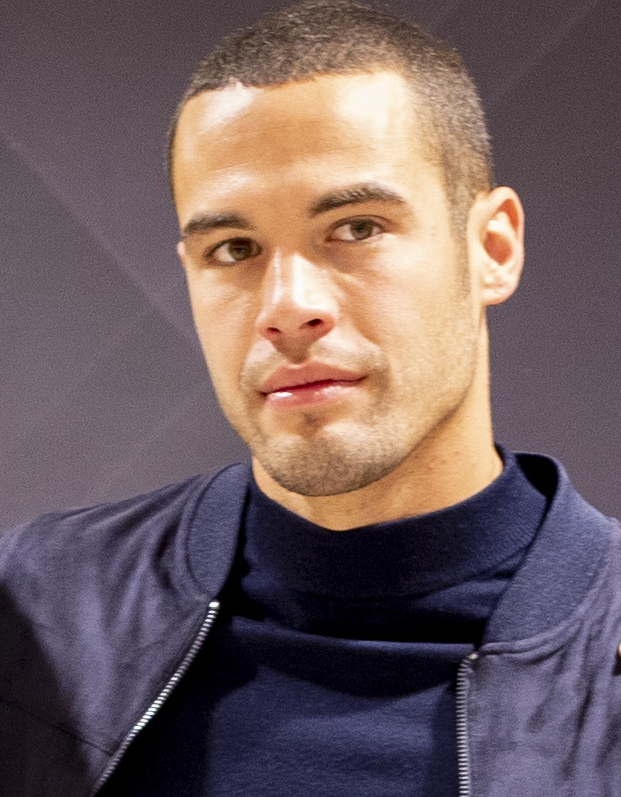
Jesús Mosquera

Jesús Mosquera Bernal (* 23. Februar 1993 in Fuengirola) ist ein spanischer Schauspieler.

## Leben und Karriere
Mosquera begann zunächst seine Karrieee Laufbahn als Fußballspieler. Bereits im Alter von 12 Jahren trat er im Jugendverein von FC Málaga bei. Später wechselte er in die Nachwuchsmannschaft von Athletic Bilbao und spielte anschließend auch für Betis B und Antequera CF. Mit Anfang 20 beendete Mosquera seine aktive Fußballkarriere.
Sein Casting für die Serie Toy Boy war zufällig in einem Fitnessstudio, als er von einem Casting-Team entdeckt worden ist. Ursprünglich war eine Nebenrolle vorgesehen, jedoch wurde ihm nach dem Vorsprechen die Hauptrolle in der Fernsehserie Toy Boy angeboten. Außerdem bekam er 2022 eine Rolle in Il Grande Gioco. Von 2024 bis 2025 war er in La Moderna zu sehen.

## Filmografie
Serien
- 2018: Allí abajo
- 2019–2021: Toy Boy
- 20122: Il Grande Gioco
- 2024–2025: La Moderna

Serien
- 2019: LOS40 Music Awards 2019